# El Pueblo (cuarto distrito de La Estación)
El Pueblo fue uno de los distritos que integró la subdelegación de La Estación, en el antiguo departamento de San Fernando, provincia de Colchagua.
El territorio del distrito fue organizado por decreto del presidente José Joaquín Pérez Mascayano el 14 de agosto de 1867.

## Historia
El distrito, que ocupó el número 4.° de la subdelegación La Estación, fue creado por decreto supremo del 14 de agosto de 1867, que divide el departamento de San Fernando en veinte subdelegaciones y numerosos distritos. El documento determina así sus límites:

Al norte y este, el estero; al sur, la calle de Talcahuano y la Alameda hasta que se une con la calle de la Estación, la cual completará el límite del distrito hasta el estero; y al oeste, la calle de Valdivia, desde la de Talcahuano hasta la Alameda y la que se extiende frente a ella desde este punto hasta el estero.

El Decreto con Fuerza de Ley N.° 8.583 del 30 de diciembre de 1927 redistribuye el territorio del departamento de San Fernando, y los distritos se suprimen.

## Administración
La administración del territorio estaba a cargo de un inspector, quien respondía a las órdenes del subdelegado, quien tenía la potestad de nombrarlos o removerlos dando cuenta al gobernador departamental.